# Javor klen u Nového Sedla I.
Javor klen u Nového Sedla (I.) je památný strom u vsi Srní, jižně od Sušice  v okrese Klatovy v Plzeňském kraji. Zdravý javor klen (Acer pseudoplatanus) roste na kopci, obvod jeho kmene měří 380 cm a koruna stromu dosahuje do výšky 22 m (měření 1991). Klen je chráněn od roku 1992 jako krajinná dominanta.

## Stromy v okolí
- Javor klen u Nového Sedla II.
- Kleny na Novém Sedle
- Lípy na Srní
- Dub u Vomáčků
- Smrk ztepilý